# Ralph Dennis Cook
Ralph Dennis Cook (20 giugno 1944) è uno statistico statunitense.
Tra i suoi risultati più conosciuti vi sono l'introduzione della distanza di Cook e il test di Cook-Weisberg.
Laureatosi al Northern Montana College, ha conseguito M.Sc. e Ph.D. presso l'università statale del Kansas. Professore di statistica all'Università del Minnesota, nel 1982 è diventato fellow della American Statistical Association.